# Philippe Junot
Philippe Junot (Paris, 19 de abril de 1940) é um banqueiro, investidor e incrementador de propriedades francês, com interesses de negócios em Paris, em Montreal e em Detroit. Ele é mais conhecido e notório por ser o primeiro marido da Princesa Carolina de Mônaco, entre 1978 e 1980. 

## Casamento com a princesa de Mônaco
Em 1978, ele se casou com a princesa Carolina de Mônaco, filha de Rainier III de Mônaco e de sua esposa, a atriz estadunidense Grace Kelly de Hollywood.
O casal divorciou-se em outubro de 1980, depois que sua esposa o acusou de infidelidade. Contudo, Junot até hoje afirma que foram os casos de Caroline e a interferência constante de seus pais no casamento que acarretaram em seu colapso. 
O Vaticano somente declarou a nulidade do casamento entre Philippe e Caroline no ano de 1992, quando a princesa já estava viúva de seu segundo marido, o italiano Stefano Casiraghi.

## Outros e paternidade
Em outubro de 1987, Junot casou-se novamente com uma modelo Nina Wendelboe-Larsen, e teve três filhos juntos: a Victoria Junot, a Isabelle Junot e a Alexis Junot. Eles se separaram em 1997.
Em 2005, Junot teve uma filha em Paris chamada Chloé Junot Wendel, fruto da sua relação com a modelo sueca Helén Wendel, a quem é sua parceira atual.